# Poręba (powiat milicki)
Poręba – wieś w Polsce, położona w województwie dolnośląskim, w powiecie milickim, w gminie Krośnice.
Do 2024 r. miejscowość była przysiółkiem wsi Łazy Wielkie. W latach 1975–1998 przysiółek administracyjnie należał do województwa wrocławskiego.